# Trophée Chopard
Trophée Chopard (Prêmio Chopard) é um do prêmios do Festival de Cannes dedicado a cada ano incentivar os novos talentos do cinema. Foi fundado em 2001 pela Chopard e desde de então um júri decide todos os anos qual dos novos talentos apresentados no Festival é o mais promissor.

## Prêmios
| Ano  | Revelação Masculina      | Revelação Feminina        |
| ---- | ------------------------ | ------------------------- |
| 2001 | Eduardo Noriega          | Audrey Tautou             |
| 2002 | / Hayden Christensen     | Ludivine Sagnier Paz Vega |
| 2003 | Gael García Bernal       | Diane Kruger              |
| 2004 | Rodrigo Santoro          | Marion Cotillard          |
| 2005 | Jonathan Rhys-Meyers     | Kelly Reilly              |
| 2006 | Kevin Zegers             | Jasmine Trinca            |
| 2007 | James McAvoy Nick Cannon | Archie Panjabi            |
| 2008 | Omar Metwally            | Tang Wei                  |
| 2009 | David Kross              | Léa Seydoux               |
| 2010 | Edward Hogg              | Liya Kebede               |
| 2011 | / Niels Schneider        | Àstrid Bergès-Frisbey     |
| 2012 | Ezra Miller              | Shailene Woodley          |
| 2013 | Jeremy Irvine            | Blanca Suárez             |
| 2014 | Logan Lerman             | Adèle Exarchopoulos       |
| 2015 | Jack O'Connell           | Lola Kirke                |
| 2016 | / John Boyega            | Bel Powley                |
| 2017 | George MacKay            | / Anya Taylor-Joy         |
| 2018 | Joe Alwyn                | Elizabeth Debicki         |
| 2019 | François Civil           | Florence Pugh             |
| 2020 | não houve premiação      | não houve premiação       |
| 2021 | Kingsley Ben-Adir        | Jessie Buckley            |
| 2022 | Jack Lowden              | / Sheila Atim             |